# Kamienica Mikołaja Poraja w Krakowie
Kamienica Mikołaja Poraja – zabytkowa kamienica znajdująca się w Krakowie, w dzielnicy I przy ulicy Kanoniczej 11, na Starym Mieście.

## Historia kamienicy
Początkowo na parceli znajdował się niewielki parterowy budynek, który w połowie XV wieku został nabyty przez możnowładcę Mikołaja Poraja i gruntownie rozbudowany. Powstała wówczas późnogotycka rezydencja, z szeroką sienią na parterze i paradnymi salami na pierwszym piętrze. W XVI wieku dom nadbudowano o drugie piętro oraz połączono oficyny krużgankami, wzorując się na krużgankach wawelskich. W 1796 kamienicę przejął rząd austriacki. W latach 1830–1836 została przebudowana przez Ignacego Hercoka w stylu klasycystycznym. Z tego okresu pochodzi fryz z motywem orła. Pod koniec XIX wieku była własnością historyka i polityka Konstantego Hoszowskiego, a w 1910 przeszła na własność parafii Wszystkich Świętych.
26 maja 1965 kamienica została wpisana do rejestru zabytków. Znajduje się także w gminnej ewidencji zabytków.